# Bonferraro

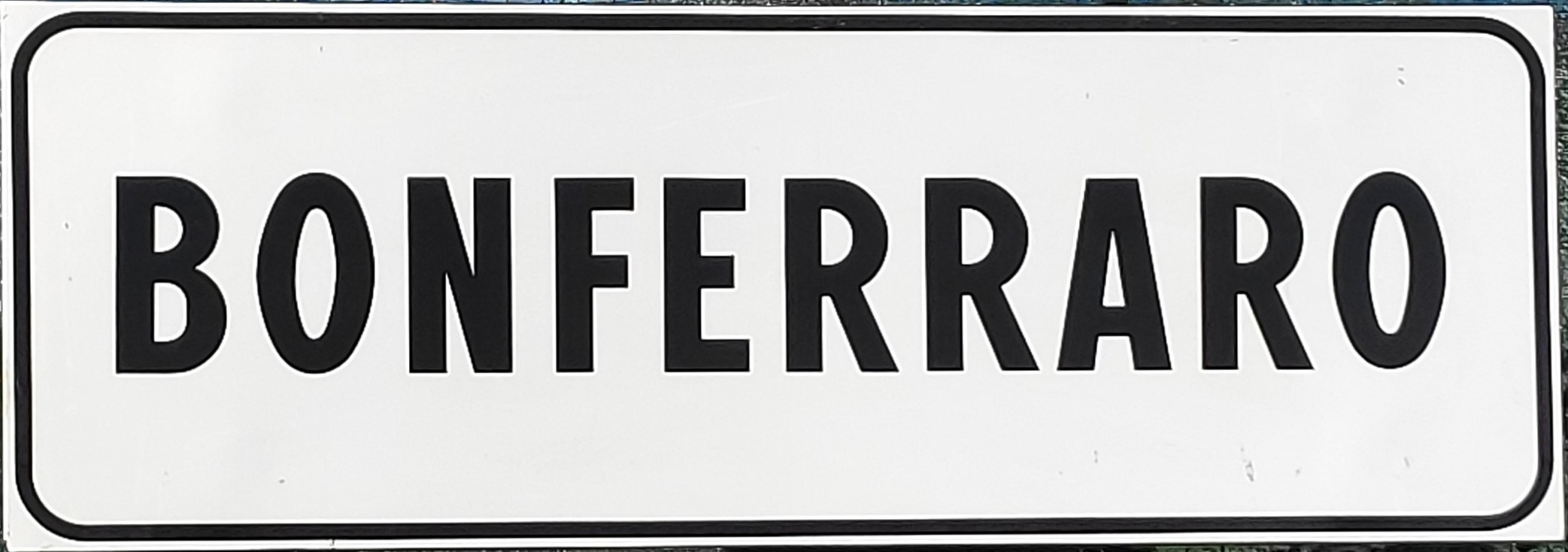
Bonferraro, cartello stradale di inizio centro abitato

Bonferraro (Bonferar in veneto), è una frazione del comune di Sorgà, di cui costituisce l'abitato più popoloso ed il centro industriale ed economico principale.
Sorge a cavallo della Strada Regionale 10 Padana Inferiore, nelle immediate vicinanze del confine tra la provincia di Verona (in Veneto) e quella di Mantova (in Lombardia).
Si trova a 20 km dal centro di Mantova ed a 31 km dal centro di Verona.

## Monumenti e luoghi d'interesse

### Architetture religiose

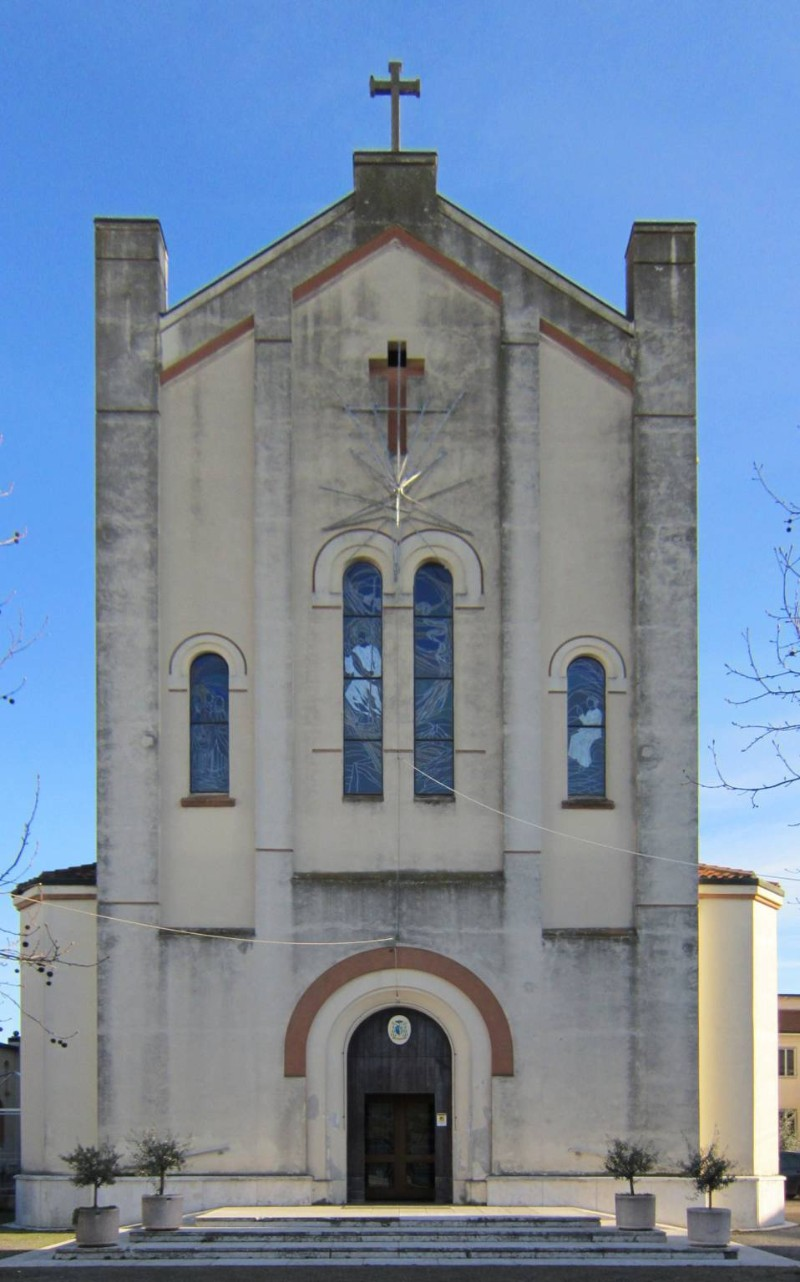
Veduta frontale della chiesa parrocchiale, dalla facciata principale, rivolta a nord.

- Veduta frontale della chiesa parrocchiale, dalla facciata principale, rivolta a nord.Chiesa di Santa Maria e San Giuseppe. La chiesa parrocchiale del paese, costruita nella prima metà del XX secolo in sostituzione della più antica e scomparsa chiesa di Santa Maria, risalente al XVI secolo.

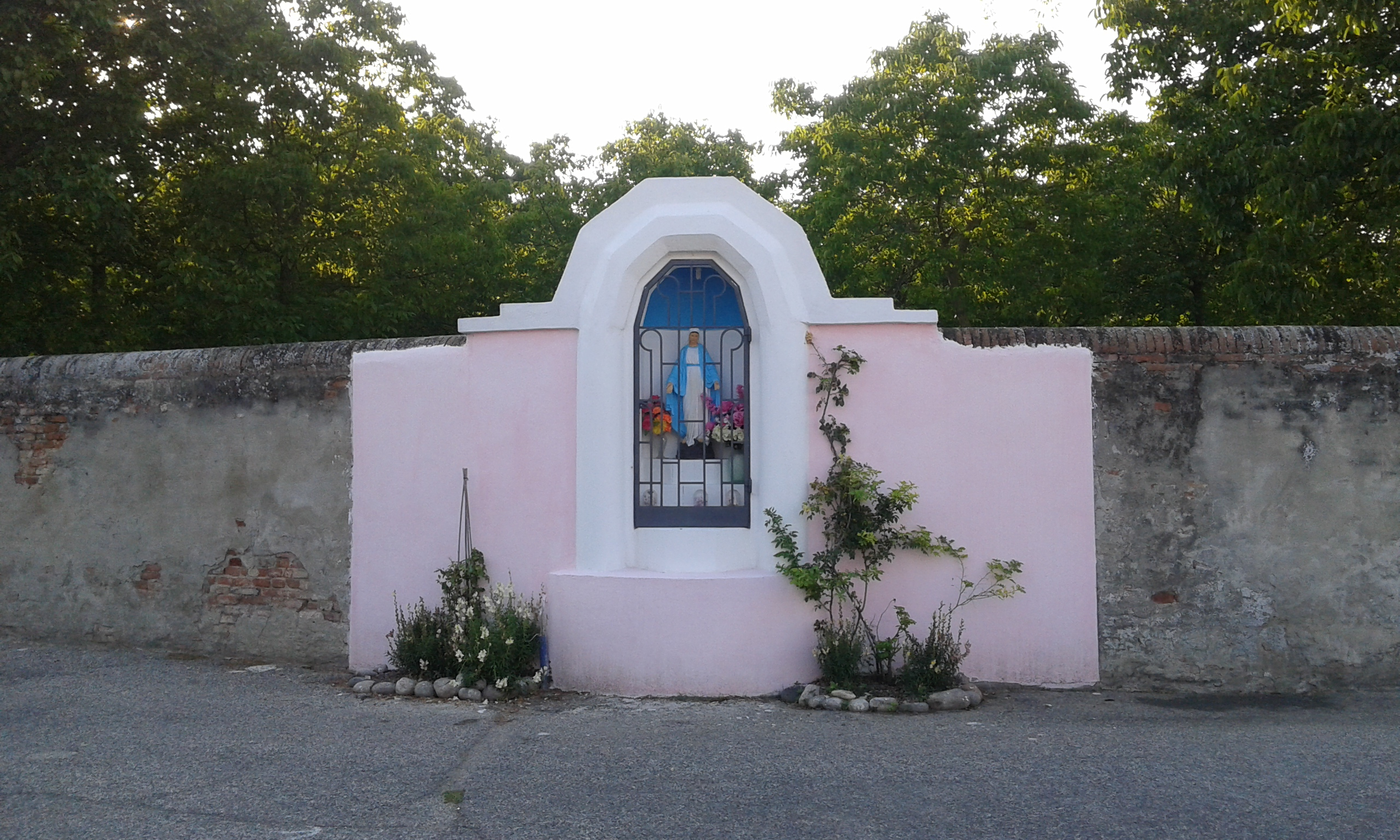
Edicola dell'Immacolata

- Edicola dell'ImmacolataEdicola dell'Immacolata - Piccolo altare dedicato alla Madonna ubicato in via Chiesa Vecchia

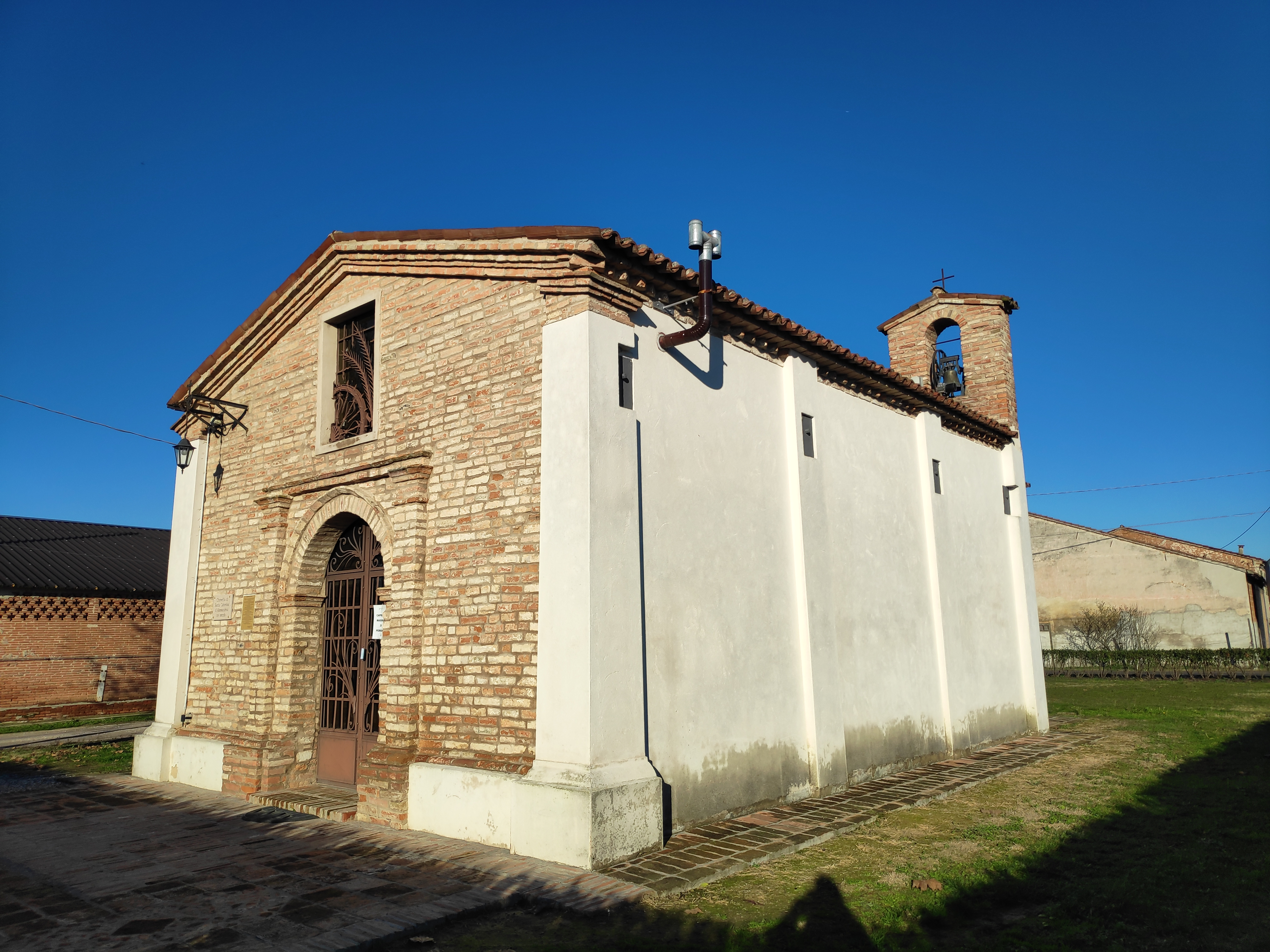
Veduta della chiesetta di tre quarti, visibile anche il piccolo campanile a vela.

- Veduta della chiesetta di tre quarti, visibile anche il piccolo campanile a vela.Chiesetta di Santa Caterina - Chiesa delle Zucche (in veneto Cesa de Santa Catarina - Cesa de le Zuche). Popolarmente nota col nome della località in cui è ubicata, appunto via Zucche, la piccola chiesa risale al XV secolo, l'aspetto attuale è frutto della parziale ricostruzione e restauro ad opera di volontari, dopo oltre cinquant'anni di totale abbandono.

## Trasporti e viabilità
Il paese è attraversato dalla ferrovia Ferrovia Mantova-Monselice e dispone di una fermata a servizio del territorio (Stazione di Bonferraro).
La linea degli autobus 147 extraurbana di ATV (Verona) vi effettua due fermate.